# بيفونغي
بيفونغي هي بلدة تقع في مقاطعة ريدجو كالابريا في إيطاليا .

## السكان
في سنة 1861 بلغ عدد السكان 2٬410 نسمة، وتطور العدد ليصل في سنة 2011 لـ 1٬398 نسمة.
يظهر هذا المخطط البياني تطور النمو السكاني لـ بيفونغي

## توأمة
لبيفونغي اتفاقيات توأمة مع كل من:
- City of Swan [الإنجليزية]‏
- لابلاتا

## وصلات خارجية
- Bivongi in Locride's site
- Comunità Montana Stilaro Allaro
- An access point to Bivongi internet resources